# Česko na Mistrovství Evropy v atletice 2010
V nominaci na dvacáté ME v atletice, které se uskutečnilo ve dnech 27. července – 1. srpna 2010 na olympijském stadionu Estadi Olímpic Lluís Companys ve španělské Barceloně, bylo 41 českých atletů (19 mužů a 22 žen). Limit splnil také junior Miroslav Burian (běh na 800 m), ten však dal přednost startu na juniorském mistrovství světa v kanadském Monctonu.
Na jubilejním dvacátém evropském šampionátu vybojovala Česká republika jednu bronzovou medaili, kterou získala oštěpařka Barbora Špotáková. Čtvrtá doběhla ve finále překážkářka Zuzana Hejnová. Na pátém místě doběhl Jakub Holuša (800 m), Denisa Rosolová (400 m) a pátý skončil také výškař Jaroslav Bába a tyčkařka Jiřina Ptáčníková.

## Výsledky

### Muži

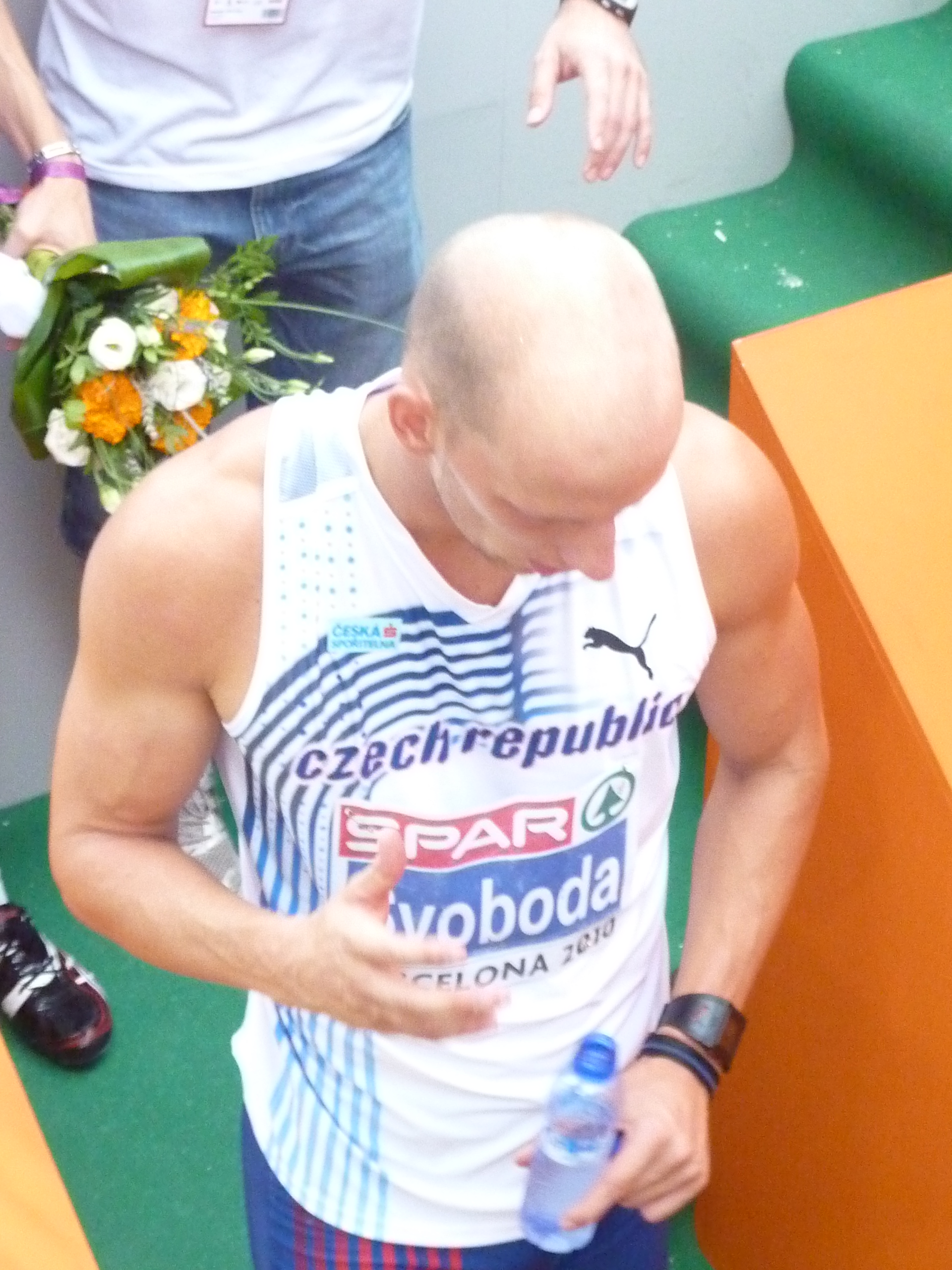
Petr Svoboda po závodě.

| Atlet            | Disciplína    | Kvalifikace | Kvalifikace | Rozběh  | Rozběh   | Semifinále  | Semifinále  | Finále       | Finále      |
| Atlet            | Disciplína    | Výkon       | Umístění    | Výkon   | Umístění | Výkon       | Umístění    | Výkon        | Umístění    |
| ---------------- | ------------- | ----------- | ----------- | ------- | -------- | ----------- | ----------- | ------------ | ----------- |
| Jan Veleba       | 100 m         |             |             | 10,68 s | 30. =    | nepostoupil | nepostoupil | –            | –           |
| Petr Szetei      | 200 m         |             |             | 21,06 s | 21.      | nepostoupil | nepostoupil | –            | –           |
| Jiří Vojtík      | 200 m         |             |             | 21,02 s | 20.      | nepostoupil | nepostoupil | –            | –           |
| Jakub Holuša     | 800 m         |             |             | 1:47,94 | 1.       | 1:48,27     | 8.          | 1:47,45      | 5.          |
| Martin Mazáč     | 110 m přek.   |             |             | 13,87 s | 20.      | nepostoupil | nepostoupil | –            | –           |
| Petr Svoboda     | 110 m přek.   |             |             | 13,50 s | 3.       | 13,44 s     | 2.          | 13,57 s      | 6.          |
| Josef Prorok     | 400 m přek.   |             |             | 49,97   | 3.       | 50,13       | 7.          | 49,68 s (PB) | 6.          |
| Michal Uhlík     | 400 m přek.   |             |             | 50,47 s | 10.      | 51,06       | 13.         | nepostoupil  | nepostoupil |
| Jaroslav Bába    | Skok do výšky | 2,26 m      | 5.          |         |          |             |             | 2,26 m       | 5.          |
| Michal Balner    | Skok o tyči   | 5,60 m      | 13. =       |         |          |             |             | nepostoupil  | nepostoupil |
| Jan Kudlička     | Skok o tyči   | 5,65 m      | 3. =        |         |          |             |             | 5,60 m       | 10.         |
| Roman Novotný    | Skok daleký   | 8,00 m      | 11.         |         |          |             |             | 7,65 m       | 12.         |
| Remigius Machura | Vrh koulí     | 18,71 m     | DSQ         |         |          |             |             | nepostoupil  | nepostoupil |
| Antonín Žalský   | Vrh koulí     | 19,93 m     | 8.          |         |          |             |             | 20,01 m      | 7.          |
| Libor Malina     | Hod diskem    | 53,64 m     | 32.         |         |          |             |             | nepostoupil  | nepostoupil |
| Jan Marcell      | Hod diskem    | 58,95 m     | 23.         |         |          |             |             | nepostoupil  | nepostoupil |
| Petr Frydrych    | Hod oštěpem   | 77,56 m     | 10.         |         |          |             |             | 77,30 m      | 10.         |
| Jakub Vadlejch   | Hod oštěpem   | 76,04 m     | 16.         |         |          |             |             | nepostoupil  | nepostoupil |
| Vítězslav Veselý | Hod oštěpem   | 77,76 m     | 9.          |         |          |             |             | 77,83 m      | 9.          |

### Ženy

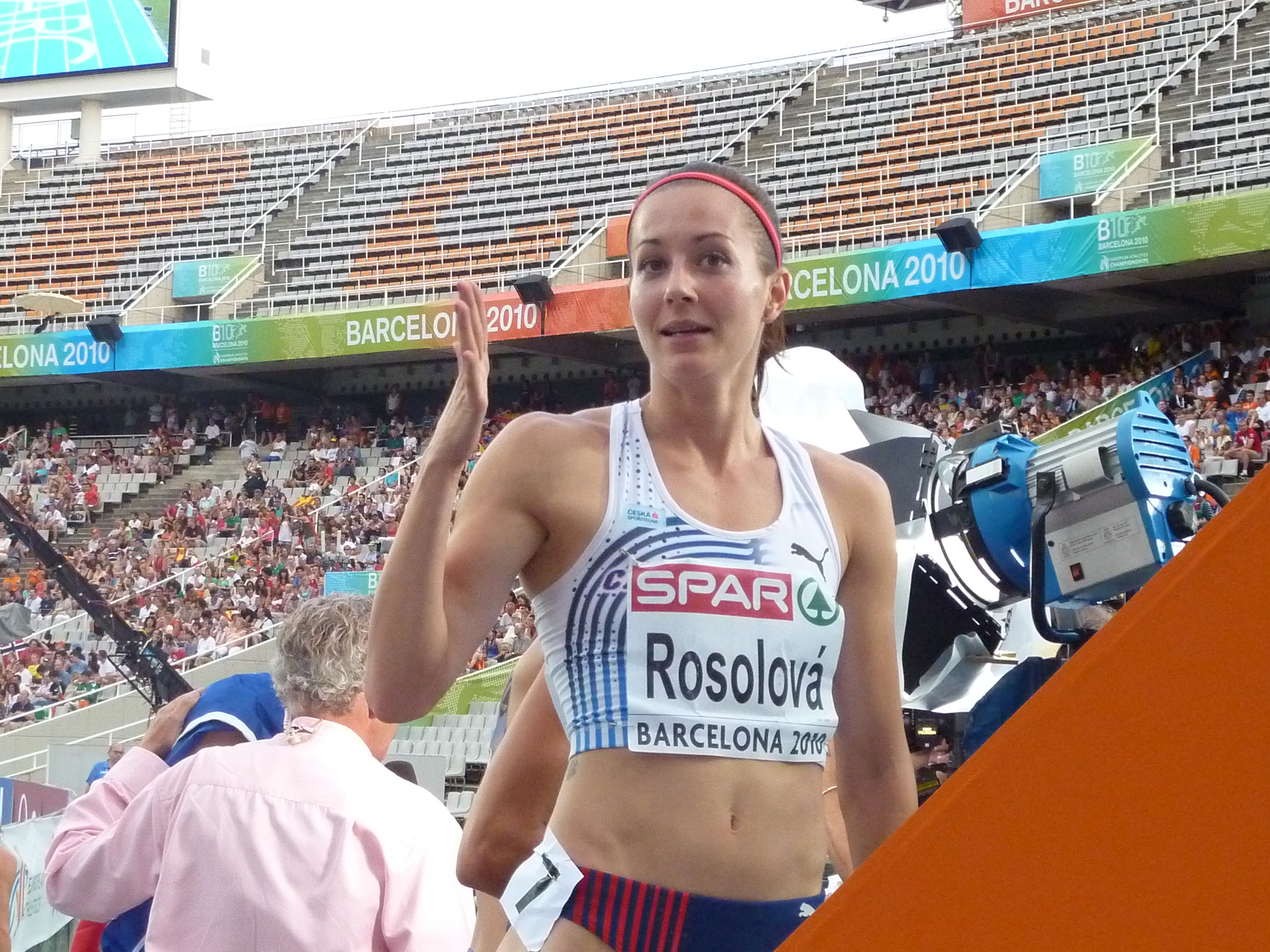
Denisa Rosolová na ME 2010

| Atletka                                                           | Disciplína     | Kvalifikace | Kvalifikace | Rozběh       | Rozběh   | Semifinále   | Semifinále   | Finále       | Finále           |
| Atletka                                                           | Disciplína     | Výkon       | Umístění    | Výkon        | Umístění | Výkon        | Umístění     | Výkon        | Umístění         |
| ----------------------------------------------------------------- | -------------- | ----------- | ----------- | ------------ | -------- | ------------ | ------------ | ------------ | ---------------- |
| Kateřina Čechová                                                  | 100 m          |             |             | 11,69 s      | 23.      | nepostoupila | nepostoupila | –            | –                |
| Jitka Bartoničková                                                | 400 m          |             |             | 54,16 s      | 17. =    |              |              | nepostoupila | nepostoupila     |
| Denisa Rosolová                                                   | 400 m          |             |             | 52,34 s      | 7.       |              |              | 50,90 s      | 5.               |
| Lenka Masná                                                       | 800 m          |             |             | 1:59,71 (PB) | 8.       |              |              | 1:59,91      | 6.               |
| Lucie Škrobáková                                                  | 100 m přek.    |             |             | 13,15 s      | 10.      | 13,10 s      | 11.          | nepostoupila | nepostoupila     |
| Zuzana Bergrová                                                   | 400 m přek.    |             |             | 56,55 s      | 16.      | 57,41 s      | 15.          | nepostoupila | nepostoupila     |
| Zuzana Hejnová                                                    | 400 m přek.    |             |             | 55,36 s      | 5.       | 54,61 s      | 2.           | 54,30 s      | 4.               |
| Kristina Volfová                                                  | 400 m přek.    |             |             | 58,42 s      | 29.      | nepostoupila | nepostoupila | –            | –                |
| Marcela Lustigová                                                 | 3000 m přek.   |             |             | 10:05,22     | 16.      |              |              | nepostoupila | nepostoupila     |
| Jana Slaninová Zuzana Bergrová Jitka Bartoničková Denisa Rosolová | 4 × 400 m      |             |             | 3:31,91      | 10.      |              |              | nepostoupily | nepostoupily     |
| Lucie Pelantová                                                   | Chůze na 20 km |             |             |              |          |              |              | 1.41:35      | 16.              |
| Zuzana Schindlerová                                               | Chůze na 20 km |             |             |              |          |              |              | DNS          | –                |
| Romana Maláčová                                                   | Skok o tyči    | 4,25 m      | 16.         |              |          |              |              | nepostoupila | nepostoupila     |
| Jiřina Ptáčníková                                                 | Skok o tyči    | 4,40 m      | 1. =        |              |          |              |              | 4,65 m       | 5.               |
| Jana Kárníková                                                    | Vrh koulí      | 15,56 m     | 19.         |              |          |              |              | nepostoupila | nepostoupila     |
| Věra Cechlová                                                     | Hod diskem     | NM          | –           |              |          |              |              | nepostoupila | nepostoupila     |
| Lenka Ledvinová                                                   | Hod kladivem   | 60,74 m     | 20.         |              |          |              |              | nepostoupila | nepostoupila     |
| Kateřina Šafránková                                               | Hod kladivem   | 62,63 m     | 19.         |              |          |              |              | nepostoupila | nepostoupila     |
| Barbora Špotáková                                                 | Hod oštěpem    | 65,56 m     | 1.          |              |          |              |              | 65,36 m      | Bronzová medaile |
| Jarmila Klimešová                                                 | Hod oštěpem    | 58,45 m     | 7.          |              |          |              |              | 56,50 m      | 9.               |

Sedmiboj
| Kateřina Cachová | Sedmiboj       |          |            |          |
| Kateřina Cachová | Disciplína     | Výsledek | Body       | Umístění |
| ---------------- | -------------- | -------- | ---------- | -------- |
|                  | 100 m překážek | 13,96 s  | 984        |          |
| Skok do výšky    | 1,77 m         | 941      | 12.        |          |
| Vrh koulí        | 11,25 m        | 612      | 24.        |          |
| Běh na 200 m     | 24,76 s (PB)   | 909      |            |          |
| Skok daleký      | 6,12 m         | 887      | 13.        |          |
| Hod oštěpem      | 42,22 m        | 710      | 13.        |          |
| Běh na 800 m     | 2:16,79        | 868      |            |          |
| Celkově          |                |          | 5 911 (PB) | 17.      |

| Eliška Klučinová | Sedmiboj       |          |       |          |
| Eliška Klučinová | Disciplína     | Výsledek | Body  | Umístění |
| ---------------- | -------------- | -------- | ----- | -------- |
|                  | 100 m překážek | 14,42 s  | 920   |          |
| Skok do výšky    | 1,80 m         | 978      | 9. =  |          |
| Vrh koulí        | 14,05 m        | 797      | 5.    |          |
| Běh na 200 m     | 25,09 s        | 879      |       |          |
| Skok daleký      | 6,30 m (PB)    | 943      | 8.    |          |
| Hod oštěpem      | 44,07 m        | 746      | 12.   |          |
| Běh na 800 m     | 2:12,82 (PB)   | 924      |       |          |
| Celkově          |                |          | 6 187 | 7.       |